# 177 (عدد)
177 هو عدد صحيح. طبيعي بين 176 و178

## في الرياضيات

### خصائص
- 177عدد فردي
- 177عدد ناقص
- 177 عدد مضلعي (60 أضلاع-...)